# 1977年のアメリカンリーグチャンピオンシップシリーズ
1977年の野球において、メジャーリーグベースボール（MLB）のポストシーズンは10月4日に開幕した。アメリカンリーグの第9回リーグチャンピオンシップシリーズ（英語: 9th American League Championship Series、以下「リーグ優勝決定戦」と表記）は、翌5日から9日にかけて計5試合が開催された。その結果、ニューヨーク・ヤンキース（東地区）がカンザスシティ・ロイヤルズ（西地区）を3勝2敗で下し、2年連続31回目のリーグ優勝およびワールドシリーズ進出を果たした。
レギュラーシーズンで100勝以上を挙げた球団どうしがリーグ優勝決定戦で対戦するのは、前年のナショナルリーグに次いで2年連続3度目。この年のレギュラーシーズンでは両球団は10試合対戦し、5勝5敗の五分だった。両球団がリーグ優勝決定戦で対戦するのは2年連続2度目で、最終第5戦までもつれ込んだ末にヤンキースが9回に決勝点を挙げてロイヤルズを下す、という結果も前年と同じである。また、1勝2敗と追い詰められたあとに敵地で連勝して逆転でシリーズを制したのは、今回のヤンキースがリーグ優勝決定戦史上初めてだった。このあとヤンキースは、ワールドシリーズでもナショナルリーグ王者ロサンゼルス・ドジャースを4勝2敗で下し、15年ぶり21度目の優勝を成し遂げた。

## 試合結果
1977年のアメリカンリーグ優勝決定戦は10月5日に開幕し、5日間で5試合が行われた。日程・結果は以下の通り。
| 日付                                                     | 試合  | ビジター球団（先攻）       | スコア | ホーム球団（後攻）         | 開催球場               | 開催球場                                   |
| -------------------------------------------------------- | ----- | -------------------------- | ------ | -------------------------- | ---------------------- | ------------------------------------------ |
| 10月05日（水）                                           | 第1戦 | カンザスシティ・ロイヤルズ | 7－2   | ニューヨーク・ヤンキース   | ヤンキー・スタジアム   | ヤンキー・スタジアムロイヤルズ・スタジアム |
| 10月06日（木）                                           | 第2戦 | カンザスシティ・ロイヤルズ | 2－6   | ニューヨーク・ヤンキース   | ヤンキー・スタジアム   | ヤンキー・スタジアムロイヤルズ・スタジアム |
| 10月07日（金）                                           | 第3戦 | ニューヨーク・ヤンキース   | 2－6   | カンザスシティ・ロイヤルズ | ロイヤルズ・スタジアム | ヤンキー・スタジアムロイヤルズ・スタジアム |
| 10月08日（土）                                           | 第4戦 | ニューヨーク・ヤンキース   | 6－4   | カンザスシティ・ロイヤルズ | ロイヤルズ・スタジアム | ヤンキー・スタジアムロイヤルズ・スタジアム |
| 10月09日（日）                                           | 第4戦 | ニューヨーク・ヤンキース   | 5－3   | カンザスシティ・ロイヤルズ | ロイヤルズ・スタジアム | ヤンキー・スタジアムロイヤルズ・スタジアム |
| 優勝：ニューヨーク・ヤンキース（3勝2敗 / 2年連続31度目） |       |                            |        |                            |                        | ヤンキー・スタジアムロイヤルズ・スタジアム |

### 第1戦 10月5日
- ヤンキー・スタジアム（ニューヨーク州ニューヨーク市ブロンクス区）

|                            | 1 | 2 | 3 | 4 | 5 | 6 | 7 | 8 | 9 | R | H | E |
| -------------------------- | - | - | - | - | - | - | - | - | - | - | - | - |
| カンザスシティ・ロイヤルズ | 2 | 2 | 2 | 0 | 0 | 0 | 0 | 1 | 0 | 7 | 9 | 0 |
| ニューヨーク・ヤンキース   | 0 | 0 | 2 | 0 | 0 | 0 | 0 | 0 | 0 | 2 | 9 | 0 |

1. 勝利：ポール・スプリットオフ（1勝）
2. 敗戦：ドン・ガレット（1敗）
3. 本塁打
KC：ハル・マクレー1号2ラン、ジョン・メイベリー1号2ラン、アル・コーウェンズ1号ソロ
NYY：サーマン・マンソン1号2ラン
4. 審判
［球審］ジェリー・ニューデッカー
［塁審］一塁: ラス・ゲーツ、二塁: ジム・マッキーン、三塁: マーティー・スプリングステッド
［外審］左翼: ニック・ブレミガン、右翼: ビル・ディーガン
5. 試合開始時刻: 東部夏時間（UTC-4）午後3時20分  試合時間: 2時間40分  観客: 5万4930人  気温: 68°F（20°C）
詳細: MLB.com Gameday / Baseball-Reference.com

| カンザスシティ・ロイヤルズ | カンザスシティ・ロイヤルズ | カンザスシティ・ロイヤルズ | カンザスシティ・ロイヤルズ | カンザスシティ・ロイヤルズ                                                                                               | ニューヨーク・ヤンキース | ニューヨーク・ヤンキース | ニューヨーク・ヤンキース | ニューヨーク・ヤンキース | ニューヨーク・ヤンキース                                                                                                |
| -------------------------- | -------------------------- | -------------------------- | -------------------------- | --- | ------------------------ | ------------------------ | ------------------------ | ------------------------ | --- |
| 打順                       | 守備                       | 選手                       | 打席                       | P・スプリットオフD・ポーターJ・メイベリーF・ホワイトG・ブレットF・パテックJ・ゼブA・オーティスA・コーウェンズH・マクレー | 打順                     | 守備                     | 選手                     | 打席                     | D・ガレットT・マンソンC・チャン · ブリスW・ランドルフG・ネトルズB・デントL・ピネラM・リバースR・ジャクソンC・ジョンソン |
| 1                          | 遊                         | F・パテック                | 右                         | P・スプリットオフD・ポーターJ・メイベリーF・ホワイトG・ブレットF・パテックJ・ゼブA・オーティスA・コーウェンズH・マクレー | 1                        | 中                       | M・リバース              | 左                       | D・ガレットT・マンソンC・チャン · ブリスW・ランドルフG・ネトルズB・デントL・ピネラM・リバースR・ジャクソンC・ジョンソン |
| 2                          | DH                         | H・マクレー                | 右                         | P・スプリットオフD・ポーターJ・メイベリーF・ホワイトG・ブレットF・パテックJ・ゼブA・オーティスA・コーウェンズH・マクレー | 2                        | 三                       | G・ネトルズ              | 左                       | D・ガレットT・マンソンC・チャン · ブリスW・ランドルフG・ネトルズB・デントL・ピネラM・リバースR・ジャクソンC・ジョンソン |
| 3                          | 三                         | G・ブレット                | 左                         | P・スプリットオフD・ポーターJ・メイベリーF・ホワイトG・ブレットF・パテックJ・ゼブA・オーティスA・コーウェンズH・マクレー | 3                        | 捕                       | T・マンソン              | 右                       | D・ガレットT・マンソンC・チャン · ブリスW・ランドルフG・ネトルズB・デントL・ピネラM・リバースR・ジャクソンC・ジョンソン |
| 4                          | 右                         | A・コーウェンズ            | 右                         | P・スプリットオフD・ポーターJ・メイベリーF・ホワイトG・ブレットF・パテックJ・ゼブA・オーティスA・コーウェンズH・マクレー | 4                        | 右                       | R・ジャクソン            | 左                       | D・ガレットT・マンソンC・チャン · ブリスW・ランドルフG・ネトルズB・デントL・ピネラM・リバースR・ジャクソンC・ジョンソン |
| 5                          | 中                         | A・オーティス              | 右                         | P・スプリットオフD・ポーターJ・メイベリーF・ホワイトG・ブレットF・パテックJ・ゼブA・オーティスA・コーウェンズH・マクレー | 5                        | 左                       | L・ピネラ                | 右                       | D・ガレットT・マンソンC・チャン · ブリスW・ランドルフG・ネトルズB・デントL・ピネラM・リバースR・ジャクソンC・ジョンソン |
| 6                          | 一                         | J・メイベリー              | 左                         | P・スプリットオフD・ポーターJ・メイベリーF・ホワイトG・ブレットF・パテックJ・ゼブA・オーティスA・コーウェンズH・マクレー | 6                        | 一                       | C・チャンブリス          | 左                       | D・ガレットT・マンソンC・チャン · ブリスW・ランドルフG・ネトルズB・デントL・ピネラM・リバースR・ジャクソンC・ジョンソン |
| 7                          | 左                         | J・ゼブ                    | 右                         | P・スプリットオフD・ポーターJ・メイベリーF・ホワイトG・ブレットF・パテックJ・ゼブA・オーティスA・コーウェンズH・マクレー | 7                        | DH                       | C・ジョンソン            | 右                       | D・ガレットT・マンソンC・チャン · ブリスW・ランドルフG・ネトルズB・デントL・ピネラM・リバースR・ジャクソンC・ジョンソン |
| 8                          | 捕                         | D・ポーター                | 左                         | P・スプリットオフD・ポーターJ・メイベリーF・ホワイトG・ブレットF・パテックJ・ゼブA・オーティスA・コーウェンズH・マクレー | 8                        | 二                       | W・ランドルフ            | 右                       | D・ガレットT・マンソンC・チャン · ブリスW・ランドルフG・ネトルズB・デントL・ピネラM・リバースR・ジャクソンC・ジョンソン |
| 9                          | 二                         | F・ホワイト                | 右                         | P・スプリットオフD・ポーターJ・メイベリーF・ホワイトG・ブレットF・パテックJ・ゼブA・オーティスA・コーウェンズH・マクレー | 9                        | 遊                       | B・デント                | 右                       | D・ガレットT・マンソンC・チャン · ブリスW・ランドルフG・ネトルズB・デントL・ピネラM・リバースR・ジャクソンC・ジョンソン |
| 先発投手                   | 先発投手                   | 先発投手                   | 投球                       | P・スプリットオフD・ポーターJ・メイベリーF・ホワイトG・ブレットF・パテックJ・ゼブA・オーティスA・コーウェンズH・マクレー | 先発投手                 | 先発投手                 | 先発投手                 | 投球                     | D・ガレットT・マンソンC・チャン · ブリスW・ランドルフG・ネトルズB・デントL・ピネラM・リバースR・ジャクソンC・ジョンソン |
| P・スプリットオフ          | P・スプリットオフ          | P・スプリットオフ          | 左                         | P・スプリットオフD・ポーターJ・メイベリーF・ホワイトG・ブレットF・パテックJ・ゼブA・オーティスA・コーウェンズH・マクレー | D・ガレット              | D・ガレット              | D・ガレット              | 左                       | D・ガレットT・マンソンC・チャン · ブリスW・ランドルフG・ネトルズB・デントL・ピネラM・リバースR・ジャクソンC・ジョンソン |

ロイヤルズは、初回表に2番ハル・マクレーの2点本塁打で先制し、2回表にも二死一・二塁から1番フレディ・パテックの適時二塁打で2点を加える。ヤンキースはこの回終了をもって先発投手ドン・ガレットを諦め、3回表からディック・ティドローを登板させた。しかしロイヤルズは、この回も6番ジョン・メイベリーの2点本塁打で6－0に突き放した。その裏ヤンキースも3番サーマン・マンソンの本塁打で2点を返すが、反撃はこれのみに終わる。ロイヤルズの先発投手ポール・スプリットオフは、9回裏の先頭打者クリス・チャンブリスに四球を与えたところでダグ・バードにマウンドを譲ったものの、8.0イニング2失点で勝利投手となった。

### 第2戦 10月6日
- ヤンキー・スタジアム（ニューヨーク州ニューヨーク市ブロンクス区）

|                            | 1 | 2 | 3 | 4 | 5 | 6 | 7 | 8 | 9 | R | H  | E |
| -------------------------- | - | - | - | - | - | - | - | - | - | - | -- | - |
| カンザスシティ・ロイヤルズ | 0 | 0 | 1 | 0 | 0 | 1 | 0 | 0 | 0 | 2 | 3  | 1 |
| ニューヨーク・ヤンキース   | 0 | 0 | 0 | 0 | 2 | 3 | 0 | 1 | X | 6 | 10 | 1 |

1. 勝利：ロン・ギドリー（1勝）
2. 敗戦：アンディ・ハスラー（1敗）
3. 本塁打
NYY：クリフ・ジョンソン1号ソロ
4. 審判
［球審］ラス・ゲーツ
［塁審］一塁: ジム・マッキーン、二塁: マーティー・スプリングステッド、三塁: ニック・ブレミガン
［外審］左翼: ビル・ディーガン、右翼: ジェリー・ニューデッカー
5. 試合開始時刻: 東部夏時間（UTC-4）午後8時19分  試合時間: 2時間58分  観客: 5万6230人  気温: 61°F（16.1°C）
詳細: MLB.com Gameday / Baseball-Reference.com

| カンザスシティ・ロイヤルズ | カンザスシティ・ロイヤルズ | カンザスシティ・ロイヤルズ | カンザスシティ・ロイヤルズ | カンザスシティ・ロイヤルズ                                                                                         | ニューヨーク・ヤンキース | ニューヨーク・ヤンキース | ニューヨーク・ヤンキース | ニューヨーク・ヤンキース | ニューヨーク・ヤンキース                                                                                                |
| -------------------------- | -------------------------- | -------------------------- | -------------------------- | --- | ------------------------ | ------------------------ | ------------------------ | ------------------------ | --- |
| 打順                       | 守備                       | 選手                       | 打席                       | A・ハスラーD・ポーターJ・メイベリーF・ホワイトG・ブレットF・パテックJ・ゼブA・オーティスA・コーウェンズH・マクレー | 打順                     | 守備                     | 選手                     | 打席                     | R・ギドリーT・マンソンC・チャン · ブリスW・ランドルフG・ネトルズB・デントL・ピネラM・リバースR・ジャクソンC・ジョンソン |
| 1                          | 遊                         | F・パテック                | 右                         | A・ハスラーD・ポーターJ・メイベリーF・ホワイトG・ブレットF・パテックJ・ゼブA・オーティスA・コーウェンズH・マクレー | 1                        | 中                       | M・リバース              | 左                       | R・ギドリーT・マンソンC・チャン · ブリスW・ランドルフG・ネトルズB・デントL・ピネラM・リバースR・ジャクソンC・ジョンソン |
| 2                          | DH                         | H・マクレー                | 右                         | A・ハスラーD・ポーターJ・メイベリーF・ホワイトG・ブレットF・パテックJ・ゼブA・オーティスA・コーウェンズH・マクレー | 2                        | 三                       | G・ネトルズ              | 左                       | R・ギドリーT・マンソンC・チャン · ブリスW・ランドルフG・ネトルズB・デントL・ピネラM・リバースR・ジャクソンC・ジョンソン |
| 3                          | 三                         | G・ブレット                | 左                         | A・ハスラーD・ポーターJ・メイベリーF・ホワイトG・ブレットF・パテックJ・ゼブA・オーティスA・コーウェンズH・マクレー | 3                        | 捕                       | T・マンソン              | 右                       | R・ギドリーT・マンソンC・チャン · ブリスW・ランドルフG・ネトルズB・デントL・ピネラM・リバースR・ジャクソンC・ジョンソン |
| 4                          | 右                         | A・コーウェンズ            | 右                         | A・ハスラーD・ポーターJ・メイベリーF・ホワイトG・ブレットF・パテックJ・ゼブA・オーティスA・コーウェンズH・マクレー | 4                        | 右                       | R・ジャクソン            | 左                       | R・ギドリーT・マンソンC・チャン · ブリスW・ランドルフG・ネトルズB・デントL・ピネラM・リバースR・ジャクソンC・ジョンソン |
| 5                          | 中                         | A・オーティス              | 右                         | A・ハスラーD・ポーターJ・メイベリーF・ホワイトG・ブレットF・パテックJ・ゼブA・オーティスA・コーウェンズH・マクレー | 5                        | 左                       | L・ピネラ                | 右                       | R・ギドリーT・マンソンC・チャン · ブリスW・ランドルフG・ネトルズB・デントL・ピネラM・リバースR・ジャクソンC・ジョンソン |
| 6                          | 一                         | J・メイベリー              | 左                         | A・ハスラーD・ポーターJ・メイベリーF・ホワイトG・ブレットF・パテックJ・ゼブA・オーティスA・コーウェンズH・マクレー | 6                        | DH                       | C・ジョンソン            | 右                       | R・ギドリーT・マンソンC・チャン · ブリスW・ランドルフG・ネトルズB・デントL・ピネラM・リバースR・ジャクソンC・ジョンソン |
| 7                          | 左                         | J・ゼブ                    | 右                         | A・ハスラーD・ポーターJ・メイベリーF・ホワイトG・ブレットF・パテックJ・ゼブA・オーティスA・コーウェンズH・マクレー | 7                        | 一                       | C・チャンブリス          | 左                       | R・ギドリーT・マンソンC・チャン · ブリスW・ランドルフG・ネトルズB・デントL・ピネラM・リバースR・ジャクソンC・ジョンソン |
| 8                          | 捕                         | D・ポーター                | 左                         | A・ハスラーD・ポーターJ・メイベリーF・ホワイトG・ブレットF・パテックJ・ゼブA・オーティスA・コーウェンズH・マクレー | 8                        | 二                       | W・ランドルフ            | 右                       | R・ギドリーT・マンソンC・チャン · ブリスW・ランドルフG・ネトルズB・デントL・ピネラM・リバースR・ジャクソンC・ジョンソン |
| 9                          | 二                         | F・ホワイト                | 右                         | A・ハスラーD・ポーターJ・メイベリーF・ホワイトG・ブレットF・パテックJ・ゼブA・オーティスA・コーウェンズH・マクレー | 9                        | 遊                       | B・デント                | 右                       | R・ギドリーT・マンソンC・チャン · ブリスW・ランドルフG・ネトルズB・デントL・ピネラM・リバースR・ジャクソンC・ジョンソン |
| 先発投手                   | 先発投手                   | 先発投手                   | 投球                       | A・ハスラーD・ポーターJ・メイベリーF・ホワイトG・ブレットF・パテックJ・ゼブA・オーティスA・コーウェンズH・マクレー | 先発投手                 | 先発投手                 | 先発投手                 | 投球                     | R・ギドリーT・マンソンC・チャン · ブリスW・ランドルフG・ネトルズB・デントL・ピネラM・リバースR・ジャクソンC・ジョンソン |
| A・ハスラー                | A・ハスラー                | A・ハスラー                | 左                         | A・ハスラーD・ポーターJ・メイベリーF・ホワイトG・ブレットF・パテックJ・ゼブA・オーティスA・コーウェンズH・マクレー | R・ギドリー              | R・ギドリー              | R・ギドリー              | 左                       | R・ギドリーT・マンソンC・チャン · ブリスW・ランドルフG・ネトルズB・デントL・ピネラM・リバースR・ジャクソンC・ジョンソン |

3回表、ロイヤルズは無死一・三塁から1番フレディ・パテックの犠牲フライで1点を先制した。しかしその後、一塁走者フランク・ホワイトの盗塁失敗もあり、1点のみでイニングを終える。ヤンキースは5回裏、6番クリフ・ジョンソンのソロ本塁打で同点に追いつき、さらに二死二塁から9番バッキー・デントの適時打で勝ち越す。その裏、ロイヤルズは一死一・二塁から3番ジョージ・ブレットが三塁方向へゴロを放った。三塁手グレイグ・ネトルズはこれを捕球するとまず二塁に送球して、一塁走者ハル・マクレーを封殺する。しかしマクレーは併殺でのイニング終了を阻止するため、二塁を踏んでから二塁手ウィリー・ランドルフに向かって倒れ込むようなスライディングを行い、ランドルフに一塁送球をさせないことに成功、その間に二塁走者パテックを生還させて2－2の同点とした。
6回裏、二死一塁となったところでロイヤルズが先発投手アンディ・ハスラーに代え、マーク・リッテルを投入する。ヤンキースは、5番ルー・ピネラが左前打で一・三塁と好機を広げると、次打者ジョンソンが適時二塁打を放ち1点を勝ち越す。なおも二・三塁で、リッテルは7番クリス・チャンブリスを敬遠し、8番ランドルフとの勝負を選ぶ。ランドルフは三ゴロに打ち取られたはずが、三塁手ブレットの失策により2走者が生還し、ヤンキースがリードを3点に広げた。ヤンキースの先発投手ロン・ギドリーは2失点で完投勝利を挙げた。

### 第3戦 10月7日
- ロイヤルズ・スタジアム（ミズーリ州カンザスシティ）

|                            | 1 | 2 | 3 | 4 | 5 | 6 | 7 | 8 | 9 | R | H  | E |
| -------------------------- | - | - | - | - | - | - | - | - | - | - | -- | - |
| ニューヨーク・ヤンキース   | 0 | 0 | 0 | 0 | 1 | 0 | 0 | 0 | 1 | 2 | 4  | 1 |
| カンザスシティ・ロイヤルズ | 0 | 1 | 1 | 0 | 1 | 2 | 1 | 0 | X | 6 | 12 | 1 |

1. 勝利：デニス・レナード（1勝）
2. 敗戦：マイク・トーレス（1敗）
3. 審判
［球審］ジム・マッキーン
［塁審］一塁: マーティー・スプリングステッド、二塁: ニック・ブレミガン、三塁: ビル・ディーガン
［外審］左翼: ジェリー・ニューデッカー、右翼: ラス・ゲーツ
4. 試合開始時刻: 中部夏時間（UTC-5）午後7時15分  試合時間: 2時間19分  観客: 4万1285人  気温: 64°F（17.8°C）
詳細: MLB.com Gameday / Baseball-Reference.com

| ニューヨーク・ヤンキース | ニューヨーク・ヤンキース | ニューヨーク・ヤンキース | ニューヨーク・ヤンキース | ニューヨーク・ヤンキース                                                                                              | カンザスシティ・ロイヤルズ | カンザスシティ・ロイヤルズ | カンザスシティ・ロイヤルズ | カンザスシティ・ロイヤルズ | カンザスシティ・ロイヤルズ                                                                                         |
| ------------------------ | ------------------------ | ------------------------ | ------------------------ | --- | -------------------------- | -------------------------- | -------------------------- | -------------------------- | --- |
| 打順                     | 守備                     | 選手                     | 打席                     | M・トーレスT・マンソンC・チャン · ブリスW・ランドルフG・ネトルズB・デントR・ホワイトM・リバースR・ジャクソンL・ピネラ | 打順                       | 守備                       | 選手                       | 打席                       | D・レナードD・ポーターJ・メイベリーF・ホワイトG・ブレットF・パテックH・マクレーA・コーウェンズT・ポケットJ・ラフー |
| 1                        | 中                       | M・リバース              | 左                       | M・トーレスT・マンソンC・チャン · ブリスW・ランドルフG・ネトルズB・デントR・ホワイトM・リバースR・ジャクソンL・ピネラ | 1                          | 右                         | T・ポケット                | 左                         | D・レナードD・ポーターJ・メイベリーF・ホワイトG・ブレットF・パテックH・マクレーA・コーウェンズT・ポケットJ・ラフー |
| 2                        | 左                       | R・ホワイト              | 両                       | M・トーレスT・マンソンC・チャン · ブリスW・ランドルフG・ネトルズB・デントR・ホワイトM・リバースR・ジャクソンL・ピネラ | 2                          | 左                         | H・マクレー                | 右                         | D・レナードD・ポーターJ・メイベリーF・ホワイトG・ブレットF・パテックH・マクレーA・コーウェンズT・ポケットJ・ラフー |
| 3                        | 捕                       | T・マンソン              | 右                       | M・トーレスT・マンソンC・チャン · ブリスW・ランドルフG・ネトルズB・デントR・ホワイトM・リバースR・ジャクソンL・ピネラ | 3                          | 三                         | G・ブレット                | 左                         | D・レナードD・ポーターJ・メイベリーF・ホワイトG・ブレットF・パテックH・マクレーA・コーウェンズT・ポケットJ・ラフー |
| 4                        | 右                       | R・ジャクソン            | 左                       | M・トーレスT・マンソンC・チャン · ブリスW・ランドルフG・ネトルズB・デントR・ホワイトM・リバースR・ジャクソンL・ピネラ | 4                          | 中                         | A・コーウェンズ            | 右                         | D・レナードD・ポーターJ・メイベリーF・ホワイトG・ブレットF・パテックH・マクレーA・コーウェンズT・ポケットJ・ラフー |
| 5                        | 一                       | C・チャンブリス          | 左                       | M・トーレスT・マンソンC・チャン · ブリスW・ランドルフG・ネトルズB・デントR・ホワイトM・リバースR・ジャクソンL・ピネラ | 5                          | 一                         | J・メイベリー              | 左                         | D・レナードD・ポーターJ・メイベリーF・ホワイトG・ブレットF・パテックH・マクレーA・コーウェンズT・ポケットJ・ラフー |
| 6                        | 三                       | G・ネトルズ              | 左                       | M・トーレスT・マンソンC・チャン · ブリスW・ランドルフG・ネトルズB・デントR・ホワイトM・リバースR・ジャクソンL・ピネラ | 6                          | DH                         | J・ラフー                  | 左                         | D・レナードD・ポーターJ・メイベリーF・ホワイトG・ブレットF・パテックH・マクレーA・コーウェンズT・ポケットJ・ラフー |
| 7                        | DH                       | L・ピネラ                | 右                       | M・トーレスT・マンソンC・チャン · ブリスW・ランドルフG・ネトルズB・デントR・ホワイトM・リバースR・ジャクソンL・ピネラ | 7                          | 捕                         | D・ポーター                | 左                         | D・レナードD・ポーターJ・メイベリーF・ホワイトG・ブレットF・パテックH・マクレーA・コーウェンズT・ポケットJ・ラフー |
| 8                        | 二                       | W・ランドルフ            | 右                       | M・トーレスT・マンソンC・チャン · ブリスW・ランドルフG・ネトルズB・デントR・ホワイトM・リバースR・ジャクソンL・ピネラ | 8                          | 遊                         | F・パテック                | 右                         | D・レナードD・ポーターJ・メイベリーF・ホワイトG・ブレットF・パテックH・マクレーA・コーウェンズT・ポケットJ・ラフー |
| 9                        | 遊                       | B・デント                | 右                       | M・トーレスT・マンソンC・チャン · ブリスW・ランドルフG・ネトルズB・デントR・ホワイトM・リバースR・ジャクソンL・ピネラ | 9                          | 二                         | F・ホワイト                | 右                         | D・レナードD・ポーターJ・メイベリーF・ホワイトG・ブレットF・パテックH・マクレーA・コーウェンズT・ポケットJ・ラフー |
| 先発投手                 | 先発投手                 | 先発投手                 | 投球                     | M・トーレスT・マンソンC・チャン · ブリスW・ランドルフG・ネトルズB・デントR・ホワイトM・リバースR・ジャクソンL・ピネラ | 先発投手                   | 先発投手                   | 先発投手                   | 投球                       | D・レナードD・ポーターJ・メイベリーF・ホワイトG・ブレットF・パテックH・マクレーA・コーウェンズT・ポケットJ・ラフー |
| M・トーレス              | M・トーレス              | M・トーレス              | 右                       | M・トーレスT・マンソンC・チャン · ブリスW・ランドルフG・ネトルズB・デントR・ホワイトM・リバースR・ジャクソンL・ピネラ | D・レナード                | D・レナード                | D・レナード                | 右                         | D・レナードD・ポーターJ・メイベリーF・ホワイトG・ブレットF・パテックH・マクレーA・コーウェンズT・ポケットJ・ラフー |

ヤンキー・スタジアムでの前2試合に続き、ロイヤルズ・スタジアムへ舞台を移したこの試合でも、先制したのはロイヤルズだった。2回裏に一死一・二塁から1番フレディ・パテックの左前打でまず1点を先行し、3回裏には無死一・三塁から4番アル・コーウェンズの一ゴロで2点目を挙げる。ヤンキースは5回表に7番ルー・ピネラの適時二塁打で1点を返したが、その裏ロイヤルズは一死三塁から4番コーウェンズの三ゴロで2点差に戻した。6回裏には二死二・三塁と再び好機を作って、ヤンキースの先発投手マイク・トーレスを降板に追い込み、代わって登板したスパーキー・ライルから代打エイモス・オーティスが二塁打で2走者を還した。ロイヤルズは先発投手デニス・レナードが2失点で完投勝利を挙げ、シリーズ突破へ王手をかけた。

### 第4戦 10月8日
- ロイヤルズ・スタジアム（ミズーリ州カンザスシティ）

|                            | 1 | 2 | 3 | 4 | 5 | 6 | 7 | 8 | 9 | R | H  | E |
| -------------------------- | - | - | - | - | - | - | - | - | - | - | -- | - |
| ニューヨーク・ヤンキース   | 1 | 2 | 1 | 1 | 0 | 0 | 0 | 0 | 1 | 6 | 13 | 0 |
| カンザスシティ・ロイヤルズ | 0 | 0 | 2 | 2 | 0 | 0 | 0 | 0 | 0 | 4 | 8  | 2 |

1. 勝利：スパーキー・ライル（1勝）
2. 敗戦：ラリー・グラ（1敗）
3. 審判
［球審］マーティー・スプリングステッド
［塁審］一塁: ニック・ブレミガン、二塁: ビル・ディーガン、三塁: ジェリー・ニューデッカー
［外審］左翼: ラス・ゲーツ、右翼: ジム・マッキーン
4. 試合開始時刻: 中部夏時間（UTC-5）午後0時15分  試合時間: 3時間8分  観客: 4万1135人  気温: 52°F（11.1°C）
詳細: MLB.com Gameday / Baseball-Reference.com

| ニューヨーク・ヤンキース | ニューヨーク・ヤンキース | ニューヨーク・ヤンキース | ニューヨーク・ヤンキース | ニューヨーク・ヤンキース                                                                                                  | カンザスシティ・ロイヤルズ | カンザスシティ・ロイヤルズ | カンザスシティ・ロイヤルズ | カンザスシティ・ロイヤルズ | カンザスシティ・ロイヤルズ                                                                                         |
| ------------------------ | ------------------------ | ------------------------ | ------------------------ | --- | -------------------------- | -------------------------- | -------------------------- | -------------------------- | --- |
| 打順                     | 守備                     | 選手                     | 打席                     | E・フィゲロアT・マンソンC・チャン · ブリスW・ランドルフG・ネトルズB・デントL・ピネラM・リバースR・ジャクソンC・ジョンソン | 打順                       | 守備                       | 選手                       | 打席                       | L・グラD・ポーターJ・メイベリーF・ホワイトG・ブレットF・パテックT・ポケットA・オーティスA・コーウェンズH・マクレー |
| 1                        | 中                       | M・リバース              | 左                       | E・フィゲロアT・マンソンC・チャン · ブリスW・ランドルフG・ネトルズB・デントL・ピネラM・リバースR・ジャクソンC・ジョンソン | 1                          | 左                         | T・ポケット                | 左                         | L・グラD・ポーターJ・メイベリーF・ホワイトG・ブレットF・パテックT・ポケットA・オーティスA・コーウェンズH・マクレー |
| 2                        | 三                       | G・ネトルズ              | 左                       | E・フィゲロアT・マンソンC・チャン · ブリスW・ランドルフG・ネトルズB・デントL・ピネラM・リバースR・ジャクソンC・ジョンソン | 2                          | DH                         | H・マクレー                | 右                         | L・グラD・ポーターJ・メイベリーF・ホワイトG・ブレットF・パテックT・ポケットA・オーティスA・コーウェンズH・マクレー |
| 3                        | 捕                       | T・マンソン              | 右                       | E・フィゲロアT・マンソンC・チャン · ブリスW・ランドルフG・ネトルズB・デントL・ピネラM・リバースR・ジャクソンC・ジョンソン | 3                          | 三                         | G・ブレット                | 左                         | L・グラD・ポーターJ・メイベリーF・ホワイトG・ブレットF・パテックT・ポケットA・オーティスA・コーウェンズH・マクレー |
| 4                        | 右                       | R・ジャクソン            | 左                       | E・フィゲロアT・マンソンC・チャン · ブリスW・ランドルフG・ネトルズB・デントL・ピネラM・リバースR・ジャクソンC・ジョンソン | 4                          | 右                         | A・コーウェンズ            | 右                         | L・グラD・ポーターJ・メイベリーF・ホワイトG・ブレットF・パテックT・ポケットA・オーティスA・コーウェンズH・マクレー |
| 5                        | 左                       | L・ピネラ                | 右                       | E・フィゲロアT・マンソンC・チャン · ブリスW・ランドルフG・ネトルズB・デントL・ピネラM・リバースR・ジャクソンC・ジョンソン | 5                          | 一                         | J・メイベリー              | 左                         | L・グラD・ポーターJ・メイベリーF・ホワイトG・ブレットF・パテックT・ポケットA・オーティスA・コーウェンズH・マクレー |
| 6                        | DH                       | C・ジョンソン            | 右                       | E・フィゲロアT・マンソンC・チャン · ブリスW・ランドルフG・ネトルズB・デントL・ピネラM・リバースR・ジャクソンC・ジョンソン | 6                          | 捕                         | D・ポーター                | 左                         | L・グラD・ポーターJ・メイベリーF・ホワイトG・ブレットF・パテックT・ポケットA・オーティスA・コーウェンズH・マクレー |
| 7                        | 一                       | C・チャンブリス          | 左                       | E・フィゲロアT・マンソンC・チャン · ブリスW・ランドルフG・ネトルズB・デントL・ピネラM・リバースR・ジャクソンC・ジョンソン | 7                          | 中                         | A・オーティス              | 右                         | L・グラD・ポーターJ・メイベリーF・ホワイトG・ブレットF・パテックT・ポケットA・オーティスA・コーウェンズH・マクレー |
| 8                        | 二                       | W・ランドルフ            | 右                       | E・フィゲロアT・マンソンC・チャン · ブリスW・ランドルフG・ネトルズB・デントL・ピネラM・リバースR・ジャクソンC・ジョンソン | 8                          | 遊                         | F・パテック                | 右                         | L・グラD・ポーターJ・メイベリーF・ホワイトG・ブレットF・パテックT・ポケットA・オーティスA・コーウェンズH・マクレー |
| 9                        | 遊                       | B・デント                | 右                       | E・フィゲロアT・マンソンC・チャン · ブリスW・ランドルフG・ネトルズB・デントL・ピネラM・リバースR・ジャクソンC・ジョンソン | 9                          | 二                         | F・ホワイト                | 右                         | L・グラD・ポーターJ・メイベリーF・ホワイトG・ブレットF・パテックT・ポケットA・オーティスA・コーウェンズH・マクレー |
| 先発投手                 | 先発投手                 | 先発投手                 | 投球                     | E・フィゲロアT・マンソンC・チャン · ブリスW・ランドルフG・ネトルズB・デントL・ピネラM・リバースR・ジャクソンC・ジョンソン | 先発投手                   | 先発投手                   | 先発投手                   | 投球                       | L・グラD・ポーターJ・メイベリーF・ホワイトG・ブレットF・パテックT・ポケットA・オーティスA・コーウェンズH・マクレー |
| E・フィゲロア            | E・フィゲロア            | E・フィゲロア            | 右                       | E・フィゲロアT・マンソンC・チャン · ブリスW・ランドルフG・ネトルズB・デントL・ピネラM・リバースR・ジャクソンC・ジョンソン | L・グラ                    | L・グラ                    | L・グラ                    | 左                         | L・グラD・ポーターJ・メイベリーF・ホワイトG・ブレットF・パテックT・ポケットA・オーティスA・コーウェンズH・マクレー |

この日はヤンキースが先制する。初回表に無死一・三塁から3番サーマン・マンソンの三ゴロで1点を奪い、2回表には二死一塁から9番バッキー・デントと1番ミッキー・リバースの連続適時打で2点を加える。さらに3回表にも無死一・二塁と好機を広げ、ロイヤルズの先発投手ラリー・グラを降板に追い込むと、代わったマーティー・パッティンからも5番ルー・ピネラの適時打で4点目を挙げた。ロイヤルズは3回裏、先頭打者フレディ・パテックの三塁打をきっかけに、次打者フランク・ホワイトの犠牲フライと3番ジョージ・ブレットの適時三塁打で2－4とする。しかしヤンキースも直後の4回表、二死二塁から2番グレイグ・ネトルズの適時打で3点差に突き放した。
4回裏、ロイヤルズは一死一塁から8番パテックの適時二塁打で再び2点差に迫る。ヤンキースは先発投手エド・フィゲロアをここで諦め、2番手にディック・ティドローを送ったが、9番F・ホワイトに適時二塁打を許し、5－4と1点差に詰め寄られた。その後、二死一・二塁で3番ブレットを打席に迎え、ヤンキースはティドローからスパーキー・ライルへ継投した。ライルは前日も2.1イニングを投げており、今回は試合前半からの登板だったが「やるかやられるかの場面。最後まで投げきるつもりで準備はできていた」という。ライルはブレットを左直に打ち取り、同点・逆転の危機を脱した。5回から8回までの4イニングはパッティンとライルがいずれも無失点で終わらせたが、9回表にはヤンキースが一死三塁の好機を作り、4番手投手ダグ・バードから3番マンソンが犠牲フライを放って1点を加えた。ライルは9回裏も三者凡退で締め、5.1イニングのロングリリーフを無失点で終えて勝利投手となった。こうしてシリーズの行方は最終第5戦へもつれ込んだ。

### 第5戦 10月9日
- ロイヤルズ・スタジアム（ミズーリ州カンザスシティ）

|                            | 1 | 2 | 3 | 4 | 5 | 6 | 7 | 8 | 9 | R | H  | E |
| -------------------------- | - | - | - | - | - | - | - | - | - | - | -- | - |
| ニューヨーク・ヤンキース   | 0 | 0 | 1 | 0 | 0 | 0 | 0 | 1 | 3 | 5 | 10 | 0 |
| カンザスシティ・ロイヤルズ | 2 | 0 | 1 | 0 | 0 | 0 | 0 | 0 | 0 | 3 | 10 | 1 |

1. 勝利：スパーキー・ライル（2勝）
2. 敗戦：デニス・レナード（1勝1敗）
3. 審判
［球審］ニック・ブレミガン
［塁審］一塁: ビル・ディーガン、二塁: ジェリー・ニューデッカー、三塁: マーティー・スプリングステッド
［外審］左翼: ラス・ゲーツ、右翼: ジム・マッキーン
4. 試合開始時刻: 中部夏時間（UTC-5）午後7時15分  試合時間: 3時間4分  観客: 4万1133人  気温: 61°F（16.1°C）
詳細: MLB.com Gameday / Baseball-Reference.com

| ニューヨーク・ヤンキース | ニューヨーク・ヤンキース | ニューヨーク・ヤンキース | ニューヨーク・ヤンキース | ニューヨーク・ヤンキース                                                                                              | カンザスシティ・ロイヤルズ | カンザスシティ・ロイヤルズ | カンザスシティ・ロイヤルズ | カンザスシティ・ロイヤルズ | カンザスシティ・ロイヤルズ                                                                                               |
| ------------------------ | ------------------------ | ------------------------ | ------------------------ | --- | -------------------------- | -------------------------- | -------------------------- | -------------------------- | --- |
| 打順                     | 守備                     | 選手                     | 打席                     | R・ギドリーT・マンソンC・チャン · ブリスW・ランドルフG・ネトルズB・デントL・ピネラM・リバースP・ブレアーC・ジョンソン | 打順                       | 守備                       | 選手                       | 打席                       | P・スプリットオフD・ポーターJ・ワーザンF・ホワイトG・ブレットF・パテックH・マクレーA・オーティスA・コーウェンズC・ロハス |
| 1                        | 中                       | M・リバース              | 左                       | R・ギドリーT・マンソンC・チャン · ブリスW・ランドルフG・ネトルズB・デントL・ピネラM・リバースP・ブレアーC・ジョンソン | 1                          | 遊                         | F・パテック                | 右                         | P・スプリットオフD・ポーターJ・ワーザンF・ホワイトG・ブレットF・パテックH・マクレーA・オーティスA・コーウェンズC・ロハス |
| 2                        | 二                       | W・ランドルフ            | 右                       | R・ギドリーT・マンソンC・チャン · ブリスW・ランドルフG・ネトルズB・デントL・ピネラM・リバースP・ブレアーC・ジョンソン | 2                          | 左                         | H・マクレー                | 右                         | P・スプリットオフD・ポーターJ・ワーザンF・ホワイトG・ブレットF・パテックH・マクレーA・オーティスA・コーウェンズC・ロハス |
| 3                        | 捕                       | T・マンソン              | 右                       | R・ギドリーT・マンソンC・チャン · ブリスW・ランドルフG・ネトルズB・デントL・ピネラM・リバースP・ブレアーC・ジョンソン | 3                          | 三                         | G・ブレット                | 左                         | P・スプリットオフD・ポーターJ・ワーザンF・ホワイトG・ブレットF・パテックH・マクレーA・オーティスA・コーウェンズC・ロハス |
| 4                        | 左                       | L・ピネラ                | 右                       | R・ギドリーT・マンソンC・チャン · ブリスW・ランドルフG・ネトルズB・デントL・ピネラM・リバースP・ブレアーC・ジョンソン | 4                          | 右                         | A・コーウェンズ            | 右                         | P・スプリットオフD・ポーターJ・ワーザンF・ホワイトG・ブレットF・パテックH・マクレーA・オーティスA・コーウェンズC・ロハス |
| 5                        | DH                       | C・ジョンソン            | 右                       | R・ギドリーT・マンソンC・チャン · ブリスW・ランドルフG・ネトルズB・デントL・ピネラM・リバースP・ブレアーC・ジョンソン | 5                          | 中                         | A・オーティス              | 右                         | P・スプリットオフD・ポーターJ・ワーザンF・ホワイトG・ブレットF・パテックH・マクレーA・オーティスA・コーウェンズC・ロハス |
| 6                        | 三                       | G・ネトルズ              | 左                       | R・ギドリーT・マンソンC・チャン · ブリスW・ランドルフG・ネトルズB・デントL・ピネラM・リバースP・ブレアーC・ジョンソン | 6                          | 一                         | J・ワーザン                | 右                         | P・スプリットオフD・ポーターJ・ワーザンF・ホワイトG・ブレットF・パテックH・マクレーA・オーティスA・コーウェンズC・ロハス |
| 7                        | 一                       | C・チャンブリス          | 左                       | R・ギドリーT・マンソンC・チャン · ブリスW・ランドルフG・ネトルズB・デントL・ピネラM・リバースP・ブレアーC・ジョンソン | 7                          | DH                         | C・ロハス                  | 右                         | P・スプリットオフD・ポーターJ・ワーザンF・ホワイトG・ブレットF・パテックH・マクレーA・オーティスA・コーウェンズC・ロハス |
| 8                        | 右                       | P・ブレアー              | 右                       | R・ギドリーT・マンソンC・チャン · ブリスW・ランドルフG・ネトルズB・デントL・ピネラM・リバースP・ブレアーC・ジョンソン | 8                          | 捕                         | D・ポーター                | 左                         | P・スプリットオフD・ポーターJ・ワーザンF・ホワイトG・ブレットF・パテックH・マクレーA・オーティスA・コーウェンズC・ロハス |
| 9                        | 遊                       | B・デント                | 右                       | R・ギドリーT・マンソンC・チャン · ブリスW・ランドルフG・ネトルズB・デントL・ピネラM・リバースP・ブレアーC・ジョンソン | 9                          | 二                         | F・ホワイト                | 右                         | P・スプリットオフD・ポーターJ・ワーザンF・ホワイトG・ブレットF・パテックH・マクレーA・オーティスA・コーウェンズC・ロハス |
| 先発投手                 | 先発投手                 | 先発投手                 | 投球                     | R・ギドリーT・マンソンC・チャン · ブリスW・ランドルフG・ネトルズB・デントL・ピネラM・リバースP・ブレアーC・ジョンソン | 先発投手                   | 先発投手                   | 先発投手                   | 投球                       | P・スプリットオフD・ポーターJ・ワーザンF・ホワイトG・ブレットF・パテックH・マクレーA・オーティスA・コーウェンズC・ロハス |
| R・ギドリー              | R・ギドリー              | R・ギドリー              | 左                       | R・ギドリーT・マンソンC・チャン · ブリスW・ランドルフG・ネトルズB・デントL・ピネラM・リバースP・ブレアーC・ジョンソン | P・スプリットオフ          | P・スプリットオフ          | P・スプリットオフ          | 左                         | P・スプリットオフD・ポーターJ・ワーザンF・ホワイトG・ブレットF・パテックH・マクレーA・オーティスA・コーウェンズC・ロハス |

ロイヤルズは初回裏、一死一塁から3番ジョージ・ブレットの中越え三塁打で1点を先制する。ブレットが三塁へ滑り込んだ際に三塁手グレイグ・ネトルズと交錯し、このときネトルズが左足で蹴りを入れていたことから、ブレットは起き上がるとネトルズに殴りかかり、両軍ベンチ総出の乱闘に発展した。退場者なしで試合再開後、4番アル・コーウェンズの三ゴロでブレットが生還し、ロイヤルズが1点を追加した。ヤンキースが3回表に3番サーマン・マンソンの適時打で1点を返したが、その裏すぐにロイヤルズも4番コーウェンズの適時打で再びリードを2点に広げた。ヤンキースが一死一塁で先発投手ロン・ギドリーを降板させると、2番手マイク・トーレスは後続を2者連続空振り三振に仕留めた。
その後はロイヤルズの先発投手ポール・スプリットオフとヤンキースのトーレスが互いに相手打線を抑え、3－1のまま7回が終了した。8回表、ヤンキースの先頭打者ウィリー・ランドルフが中前打で出塁し、ロイヤルズはスプリットオフからダグ・バードへ継投した。ヤンキースは一死一・三塁とし、代打レジー・ジャクソンの中前適時打で1点差に迫った。その裏、ロイヤルズが二死一・二塁とすると、ヤンキースは3連投のスパーキー・ライルを投入し、クッキー・ロハスを空振り三振させて危機を凌いだ。
9回表、ロイヤルズは第3戦完投勝利のデニス・レナードを中1日で登板させて逃げ切りを図ったが、無死一・二塁と逆転の走者を塁に出した。左打者の1番ミッキー・リバースに打順がまわり、ロイヤルズは前日の先発投手で左のラリー・グラをマウンドへ送った。だがリバースは中前適時打を放ち、二塁走者ポール・ブレアーが同点のホームを踏んだ。なおも無死一・三塁、ロイヤルズはグラを1打者で見切り、右打者ランドルフに対し右のマーク・リッテルを投入した。ランドルフは犠牲フライで三塁走者ロイ・ホワイトを還し、ヤンキースが試合をひっくり返した。このあとさらに三塁手ブレットの失策でヤンキースは5点目も加えた。9回裏、ライルは3日連続のイニングまたぎながらも無失点で締め、ヤンキースが土壇場の逆転でリーグ連覇を果たした。